# Усачёв, Михаил Иванович (филолог)
Михаил Иванович Усачёв — русский филолог второй половины XVII — начала XVIII века.

## Биография
Биографические сведения о нем отрывочны. Преподаватель красноречия, вероятно, писатель. В 1697 году переписал «Азбучный патерик». В 1699 году составил либо сделал копию учебника «Риторика», он сохранился в нескольких редакциях. На экземпляре «Риторики», который сейчас сберегается в Государственном историческом музее в Москве, сохранилась его запись: «Писавый сію книгу, глаголемую ріторіку, многогрѣшный книгописецъ Михаилъ Іоанновъ сынъ Усачевъ. Въ лѣто 7207 годъ мѣсяца въ день…» (1699 год). Это единственное свидетельство о личности Усачева.

## Риторика
За основу «Риторики» Усачев взял одноименное произведение вологодского епископа Макария. Не меняя порядок подачи материала, Усачев дает теорию литературного языка более широко и оригинальнее, его формулировки понятнее, иллюстративные примеры и комментарии свежи. Что укладывается в общую тенденцию развития филологии на фоне возросшей роли письменного и устного слова в середине и второй половине XVII века, когда происходил подъем издательского дела, появлялись новые учебные заведения, развивались связи с Западной Европой.
Усачев развивает теорию трех стилей из «Риторики» Макария в русле нормализаторских задач русского письменного языка. Он выделяет три типа вещей или дел в окружающей действительности — малые, средние и великие. Соответственно этому есть три рода «глаголанія» — «смирный» (то есть, низкий), «средній» и «высокій». Кроме того, он связывает стиль языка с коммуникативно-эстетической целью высказывания — «возбудити, научити, усладити» (пробудить, научить, развлечь): для первого надо использовать высокий «род глаголания», второго — «смиренный» и третьего — средний. Вместе с тем Усачев понимал ограниченность трехчленного деления и призывал ораторов достигать высокого мастерства во всех случаях использования языка.
В. П. Вомперский так писал о стиле у Усачева: «В основу понимания стиля Усачев кладет принцип трехчленного деления объекта исследования. Этот исследовательский прием автор „Риторики“ использует на разных уровнях классификационных построений: на уровне предметов изложения — „вещей или дѣлъ“, по его терминологии, тем повествования, языковых средств, стилей и жанров… Благодаря такому членению, например, высоким предметам соответствуют высокие темы повествования, выбираются определенные языковые средства, создающие нужный тип литературной речи, в данном случае высокий, прикрепляются высокие жанры. В „Риторике“ Усачева особенно наглядно прослеживается значение теории трех стилей, которая на русской почве служила регулятором в употреблении книжнославянских и русских форм речи в разных стилях русского литературного языка конца XVII — начала XVIII в., хотя несомненна традиционная прикрепленность книжнославянской речи к „высокому роду глаголания“, а повседневной, бытовой речи — к „простому, смирному роду глаголания“».